# Lonomiasis
El lonomismo es un síndrome clínico ocasionado por envenenamiento debido al contacto con larvas de lepidópteros del género Lonomia, caracterizado por un síndrome hemorrágico. En América del Sur se tienen identificadas dos especies de este género, como causantes de numerosos casos, e incluso muertes, en Brasil, Argentina, Venezuela y Colombia: Lonomia obliqua y Lonomia achelous.
El país donde se reportan más casos es Brasil, donde se describió el síndrome en 1912, con una tasa de mortalidad del 2,5%. En los estados del sur de Brasil, entre 1989 y 2003, se produjeronn 2.067 pacientes que sufrieron accidentes por con orugas de género Lonomia obliqua, varios de estos resultando en la muerte.
En estas especies de Lonomia el veneno reside principalmente en proteínas con actividad anticoagulante (fibrinolítica) y procoagulante que se encuentras en las cerdas o pelos urticantes de las larvas del insecto. Las células del epitelio responsables de la secreción de sustancias venenosas, que son depositadas en el espacio subcuticular y en un canal interno en el centro de las cerdas o setas. El tipo de toxicidad varía entre las dos especies: en Lonomia acheous el efecto es tanto procoagulante como anticoagulante y en Lonomia obliqua el efecto es principalmente procoagulante.
Las manifestaciones clínicas son variables, dependiendo de la edad del sujeto afectado y el número de larvas comprometidas. Al contacto con las larvas se produce una reacción urticante y dolor en el sitio de contacto, seguido de variados síntomas generales como dolor de cabeza, sangrado de encias, sangrado de heridas preexistentes, sangre en orina,incuficiencia renas y posible muerte. En los casos de contacto grave, en el plazo de entre una hora y diez días se hacen presente las manifestaciones hemorrágicas del síndrome, el cual puede producir sangrado externo de la piel y las mucosas, y de los órganos internos manifestado entre otros signos por hemorragias de vías digestivas y hematuria.